# Caverne de l'Abîme
Ne doit pas être confondu avec Grotte de l'Abîme.
La caverne de l'Abîme est une grotte à gisement archéologique située à Couvin en Belgique, en Région wallonne, dans la province de Namur.

## Localisation
Sous le vieux Couvin et dominant la rive droite de l’Eau Noire, une falaise de plus de cent mètres de long surplombe une vaste terrasse en demi-cercle jouxtant le plus grand abri sous roche de Belgique.
Au sud-est de cet abri sous roche s’ouvre par un large porche la caverne proprement dite.

## Géologie
Les falaises sont en calcaire de l'étage couvinien et datent du Paléozoïque (Eifelien).

## Description
La cavité naturelle comporte deux niveaux.
Un premier niveau, situé à la même altitude que la terrasse et appelé « salle de l’Ours », abrite un musée préhistorique.
Douze mètres en contrebas se trouve l’étage inférieur, une gigantesque marmite nommé « salle de l’Arche ».

## Archéologie
D'après les résultats des fouilles de l'abri et de la terrasse effectuées au début XXe siècle et en 1984-86, l'occupation humaine de cette cavité remonte au Moustérien et est liée aux hommes de Neandertal.
Les vestiges mis au jour consistent en divers outils en pierres taillées, en os de mammifères ainsi qu'une dent de lait appartenant selon toute vraisemblance à un enfant néandertalien.
La caverne a servi de refuge à l'époque romaine et au Moyen Âge.
Au 15 août 2017, le site est fermé au public.